# Kanotsport vid olympiska sommarspelen 1948
Kanotsport vid olympiska sommarspelen 1948 paddlades i London. 

## Medaljtabell
| Pl. | Nation          | Guld | Silver | Brons | Totalt |
| --- | --------------- | ---- | ------ | ----- | ------ |
| 1   | Sverige         | 4    | 0      | 0     | 4      |
| 2   | Tjeckoslovakien | 3    | 1      | 0     | 4      |
| 3   | Danmark         | 1    | 2      | 0     | 3      |
| 3   | USA             | 1    | 2      | 0     | 3      |
| 5   | Finland         | 0    | 1      | 2     | 3      |
| 6   | Kanada          | 0    | 1      | 1     | 2      |
| 6   | Norge           | 0    | 1      | 1     | 2      |
| 8   | Nederländerna   | 0    | 1      | 0     | 1      |
| 9   | Frankrike       | 0    | 0      | 4     | 4      |
| 10  | Österrike       | 0    | 0      | 1     | 1      |

## Medaljsummering
Herrar
| Event                       | Guld                                           | Silver                                  | Brons                                     |
| C-1 1000 meter Detaljer...  | Josef Holeček Tjeckoslovakien                  | Douglas Bennett Kanada                  | Robert Boutigny Frankrike                 |
| C-1 10000 meter Detaljer... | František Čapek Tjeckoslovakien                | Frank Havens USA                        | Norman Lane Kanada                        |
| C-2 1000 meter Detaljer...  | Tjeckoslovakien Jan Brzák-Felix Bohumil Kudrna | USA Steven Lysak Stephen Macknowski     | Frankrike Georges Dransart Georges Gandil |
| C-2 10000 meter Detaljer... | USA Steven Lysak Stephen Macknowski            | Tjeckoslovakien Václav Havel Jiří Pecka | Frankrike Georges Dransart Georges Gandil |
| K-1 1000 meter Detaljer...  | Gert Fredriksson Sverige                       | Johan Andersen Danmark                  | Henri Eberhardt Frankrike                 |
| K-1 10000 meter Detaljer... | Gert Fredriksson Sverige                       | Kurt Wires Finland                      | Eivind Skabo Norge                        |
| K-2 1000 meter Detaljer...  | Sverige Hans Berglund Lennart Klingström       | Danmark Ejvind Hansen Jakob Jensen      | Finland Thor Axelsson Nils Björklöf       |
| K-2 10000 meter Detaljer... | Sverige Gunnar Åkerlund Hans Wetterström       | Norge Ivar Mathisen Knut Østby          | Finland Thor Axelsson Nils Björklöf       |

Damer
| Event                     | Guld               | Silver                                    | Brons                     |
| K-1 500 meter Detaljer... | Karen Hoff Danmark | Alida van der Anker-Doedens Nederländerna | Fritzi Schwingl Österrike |